# Гашербрум
Гашербрум (урду گاشر برم, англ. Gasherbrum) — багатовершинний гірський масив хребта Балторо-Музтаг у горах Каракорум, є віддаленою групою вершин, розташованих на північно-східному кінці льодовика Балторо на межі китайської долини Шаксгама та території Гілгіт-Балтистан у Пакистані.

## Назва
Незважаючи на те, що слово «Гашербрум» часто називають «Сяючою стіною», насправді в перекладі з мови балти означає «Красива гора»: rgasha — «красива»; brum — «гора».

## Географія
Масив Гашербрум знаходиться в Кашмірі, в контрольованих Пакистаном Північних територіях на кордоні з Китаєм (Тибетський автономний район), в гірській системі Каракорумі, в її найбільш високому хребті Балторо-Музтаг. Складається з 7-ми основних, незалежних вершин, три з яких більше 8000 метрів (включено з Броуд-пік), найвища з яких Гашербрум I заввишки 8080 м над рівнем моря — 11-й за висотою восьмитисячник світу; і кількох допоміжних, залежних вершин.

### Найвищі вершини
| № за/п | №[a] НВС | Вершина                        | Висота, м    | Координати                                                            | Відносна висота, м |
| ------ | -------- | ------------------------------ | ------------ | --------------------------------------------------------------------- | ------------------ |
| 1      | 11-те    | Гашербрум I (G I)              | 8080         | 35°43′27″ пн. ш. 76°41′48″ сх. д. / 35.72417° пн. ш. 76.69667° сх. д. | 2155               |
| 2      | 12-те    | Броуд-пік                      | 8051         | 35°48′35″ пн. ш. 76°34′06″ сх. д. / 35.80972° пн. ш. 76.56833° сх. д. | 1701               |
| 3      | 13-те    | Гашербрум II (G II)            | 8035         | 35°45′27″ пн. ш. 76°39′15″ сх. д. / 35.75750° пн. ш. 76.65417° сх. д. | 1523               |
| 4      | [b]      | Броуд-пік Центральна[c]        | 8016         | 35°48′35″ пн. ш. 76°34′06″ сх. д. / 35.80972° пн. ш. 76.56833° сх. д. | 196                |
| 5      |          | Гашербрум III (G III)          | 7952         | 35°45′34″ пн. ш. 76°38′31″ сх. д. / 35.75944° пн. ш. 76.64194° сх. д. | 461                |
| 6      | 17-те    | Гашербрум IV (G VI)            | 7925         | 35°45′39″ пн. ш. 76°37′00″ сх. д. / 35.76083° пн. ш. 76.61667° сх. д. | 725                |
| 7      |          | Гашербрум II східна            | 7758         | 35°45′39″ пн. ш. 76°37′00″ сх. д. / 35.76083° пн. ш. 76.61667° сх. д. | 190                |
| 8      |          | Гашербрум III Північна         | 7702         | 35°45′49″ пн. ш. 76°38′38″ сх. д. / 35.76361° пн. ш. 76.64389° сх. д. | 82                 |
| 9      |          | Броуд-пік Північна             | 7490         | 35°48′35″ пн. ш. 76°34′06″ сх. д. / 35.80972° пн. ш. 76.56833° сх. д. | 212                |
| 10     |          | Гашербрум III Північно-Західна | 7310         | 35°45′49″ пн. ш. 76°38′38″ сх. д. / 35.76361° пн. ш. 76.64389° сх. д. | 90                 |
| 11     |          | Урдок-Кангрі I                 | 7250         | 35°45′49″ пн. ш. 76°38′38″ сх. д. / 35.76361° пн. ш. 76.64389° сх. д. | 270                |
| 12     | —        | Гашербрум V (G V)              | 7147         | 35°43′45″ пн. ш. 76°36′48″ сх. д. / 35.72917° пн. ш. 76.61333° сх. д. | 654                |
| 13     | —        | Гашербрум V Центральна         | 7147         | 35°43′42″ пн. ш. 76°37′0″ сх. д. / 35.72833° пн. ш. 76.61667° сх. д.  | 87                 |
| 14     | —        | Гашербрум Південна (G 0)       | 7069         | 35°42′0″ пн. ш. 76°41′0″ сх. д. / 35.70000° пн. ш. 76.68333° сх. д.   | 109                |
| 15     | —        | Гашербрум VI (G VI)            | 6979         | 35°42′30″ пн. ш. 76°37′54″ сх. д. / 35.70833° пн. ш. 76.63167° сх. д. | 520                |
| 16     | —        | Накпо Канґрі                   | 6956         | 35°48′19″ пн. ш. 76°38′54″ сх. д. / 35.80528° пн. ш. 76.64833° сх. д. | 756                |
| 17     | —        | Гашербрум VII (G VII)          | 6955         | 39°44′19″ пн. ш. 76°36′0″ сх. д. / 39.73861° пн. ш. 76.60000° сх. д.  | 165                |
| 18     | —        | Гашербрум Близнюки             | 6912 та 6877 | 35°34′13″ пн. ш. 76°35′36″ сх. д. / 35.57028° пн. ш. 76.59333° сх. д. | 162                |

### Зауваги

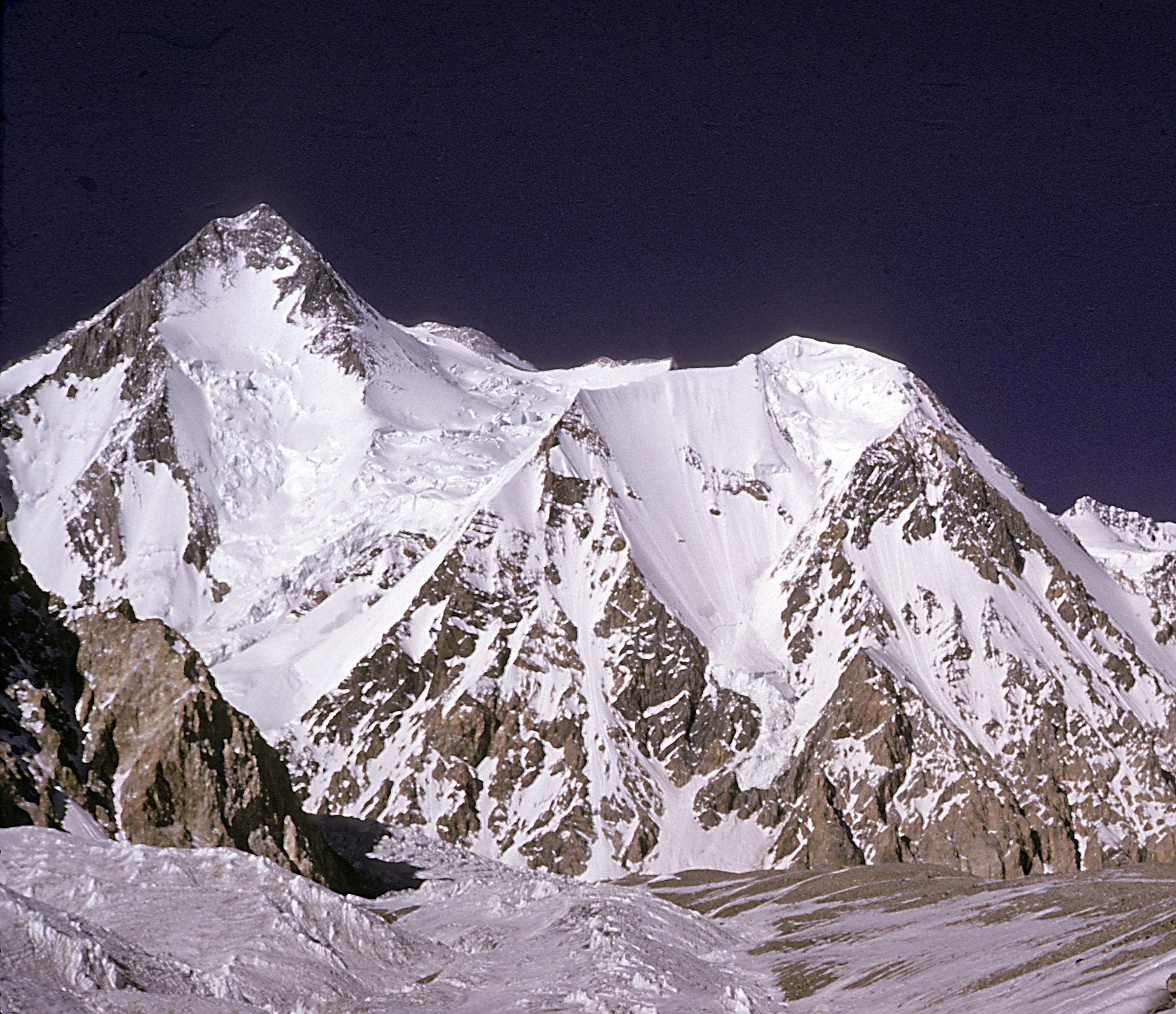
Гашербрум I (Хідден-пік). Фото з базового табору 1958 року

- a  Номер місця вершини у «Списку найвищих вершин світу».
- b  Вершини з абсолютною висотою понад 7200 м, без номера місця у «Списку найвищих вершин світу» мають відносну висоту менше 500 м, і не є самостійними вершинами, а відносяться до масиву найближчої вищої вершини, або взагалі не входять до цього списку (—).
- c  Курсивом — вказані вершини, з відносною висотою менше 500 м, за винятком гори Гашербрум III.

## Історія
У 1856 році Томас Джордж Монгомері, британський лейтенант королівських інженерів і член «Великого тригонометричного дослідження» Індії, побачив групу високих вершин у Каракорамі, на відстані більш ніж за 200 км. Він назвав п'ять з цих піків К1, К2, К3, К4 та К5, де «К» позначало Каракорум. В наш час K1 відомий під назвою Машербрум, K3 як Гашербрум IV, K4 як Гашербрум II і K5 як Гашербрум I. Тільки K2, друга за висотою гора у світі, зберегла назву дану Монгомері. Броуд-пік не одержав «K-числа», оскільки він був прихований від погляду Монтгомері у групі Гашербрум.

## Геологія
Гори Каракорум, як частина системи Гімалайських складчастих гір, виникли в результаті зіткнення тектонічних індійської та євразійської плит. Процес горотворення тут ще не завершений, а в деяких районах Каракорум все ще відбувається підняття поверхні до п'яти сантиметрів на рік.
Нашарування гірських порід Каракорум в різних регіонах дуже різні. Воно складається з тонкого, чорного сланцю, доломіту, вапняку. У той час як західні частини гір (групи Транго, Латок, Огре) складаються з  червоно-жовтого граніту, а весь Гашербрум складається з крихкого вапняку. Висока частка кристалічних мінералів забезпечує горам увечері при заході сонця із західної сторони «вогняне сяйво».